# Marianne Stanior

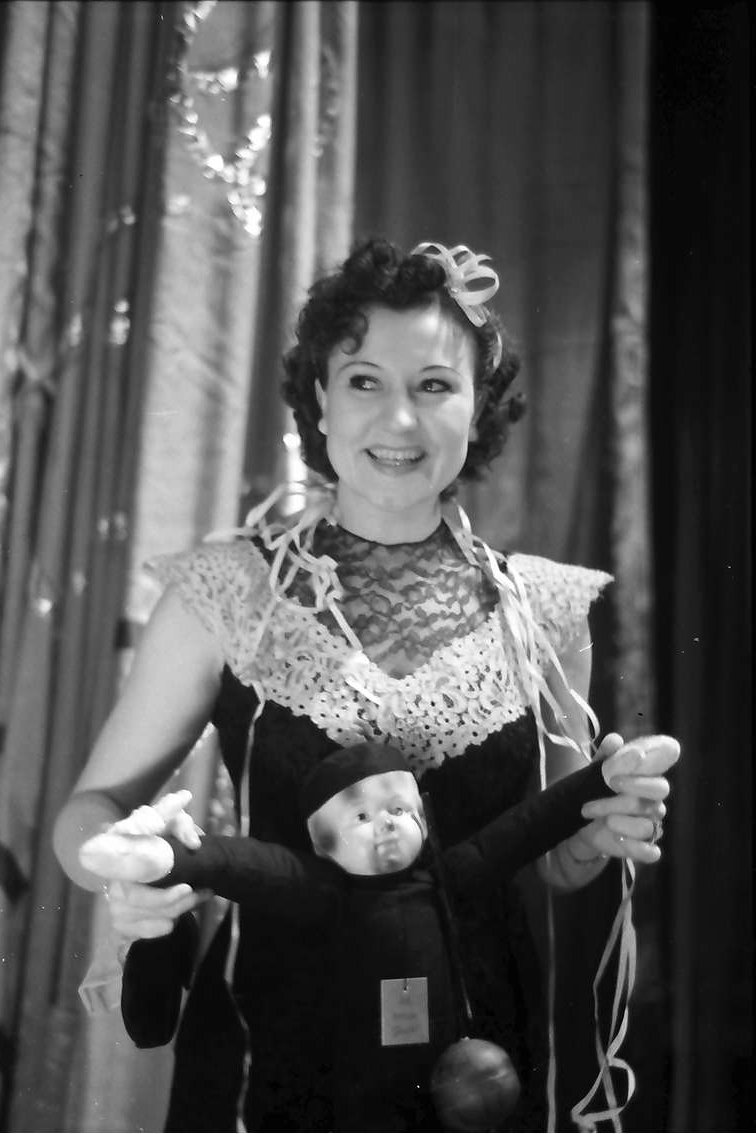
Marianne Stanior im Kabarett der Komiker, Jahreswechsel 1938/1939

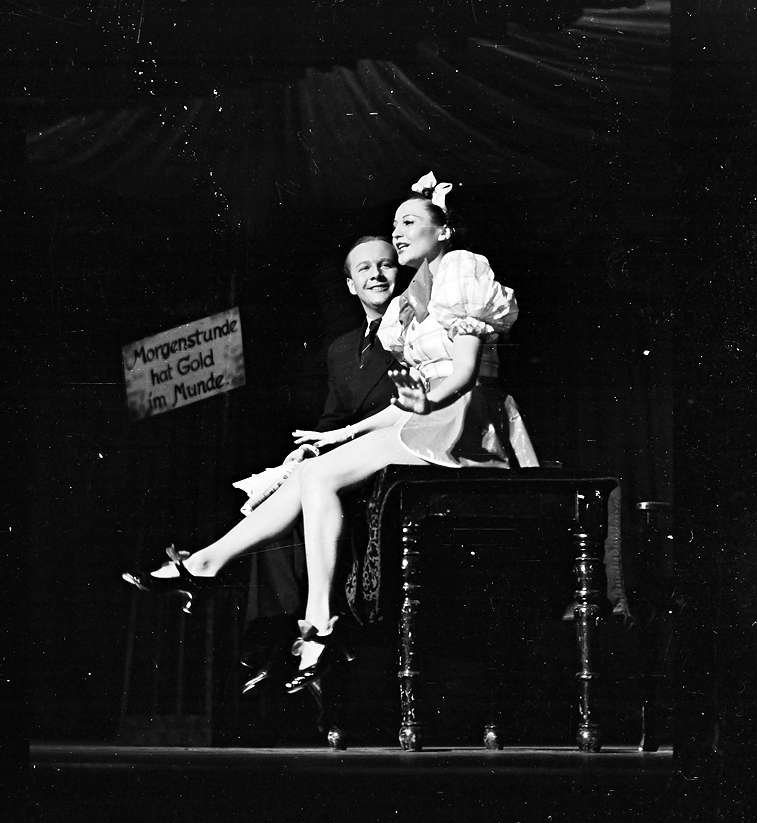
Marianne Stanior und Erik Ode im Kabarett der Komiker, 1938

Marianne Stanior (* 19. Juni 1911; † 12. Januar 1967 in München) war eine deutsche Schauspielerin und Tänzerin.

## Leben
Die Berlinerin debütierte in Wien und München. 1928 trat Marianne Stanior als Tänzerin gemeinsam mit den Comedian Harmonists in der von Erik Charell inszenierten  Revue Sunshine-Girls  im Großen Schauspielhaus in Berlin auf. Darüber hinaus war sie in den 1930er Jahren unter anderem neben Erik Ode, Robert Dorsay, Joe Furtner und Charlott Daudert Ensemblemitglied am Kabarett der Komiker. Abseits ihrer künstlerischen Tätigkeit fand Marianne Stanior im Jahr 1931 mit der Beschreibung „süße kleine Tänzerin“ in der Berliner Presse Erwähnung, als sie anlässlich eines Empfangs zu Ehren des britischen Komikers und Schauspielers Charlie Chaplin während seines Besuches in Berlin ihm vorgestellt wurde.
Bereits 1921 kam Marianne Stanior mit dem Stummfilm in Berührung und verkörperte dabei in einigen Produktionen Jungenrollen. Später wirkte sie auch in verschiedenen Tonfilmen mit. Darunter befanden sie 1930 Das Kabinett des Dr. Larifari von Robert Wohlmuth mit Max Hansen, Paul Morgan und Carl Jöken, 1937 Der Unwiderstehliche von Géza von Bolváry mit Anny Ondra, Hans Söhnker und Erika von Thellmann und 1939 Hurra! Ich bin Papa! von Kurt Hoffmann mit Heinz Rühmann, Albert Florath und Carola Höhn.
Als Synchronsprecherin konnte man sie zudem als deutsche Stimme von Lana Turner in Arzt und Dämon hören.

## Filmografie (Auswahl)
- 1921: Die Tochter Ahasvers: Das flackernde Licht
- 1921: Mysterium
- 1921: Das Geheimnis der sechs Spielkarten, 5. Teil – Herz König
- 1921: Das Attentat
- 1922: Ein neues Leben (De bruut)
- 1922: Pömperlis Kampf mit dem Schneeschuh
- 1927: Rätsel einer Nacht
- 1930: Das Kabinett des Dr. Larifari
- 1933: Das häßliche Mädchen
- 1935: Im weißen Rößl
- 1937: Vor Liebe wird gewarnt
- 1937: Der Unwiderstehliche
- 1939: Wie werd’ ich bloß die Perle los? (Kurzfilm)
- 1939: Bel Ami
- 1939: Hurra! Ich bin Papa!
- 1939: Wer küßt Madeleine?
- 1940: Mein Mann darf es nicht wissen
- 1940: Das Herz der Königin
- 1940: Meine Tochter tut das nicht
- 1941: … reitet für Deutschland
- 1941: Auf Wiedersehn, Franziska
- 1954: Gefangene der Liebe